# Крайцери проект 58
Ракетни крайцери проект 58, известни като тип „Грозни“, обозначение на НАТО Kynda class) са тип ракетни крайцери на Военноморския флот на СССР. Първите съветски ракетни крайцери с противокорабно ракетно въоръжение. В хода на строителството им се класифицират като есминци. Всичко са построени 4 единици: „Грозни“, „Адмирал Фокин“, „Адмирал Головко“, „Варяг“.
Всички кораби от този тип са изключени от състава на ВМФ в периода 1990 – 2002 г.

## История на създаването
Появата във ВМФ на СССР на ракетните крайцери от проекта 58 е обусловено от стремежа на съветското военноморско ръководство да намери асиметрични способи за борба с многократно превъзхождащите съветския флот ВМС на страните от НАТО. Без възможности да създадат сравними по корабен състав сили, съветските адмирали желаят да достигнат успех за сметка на най-новите технически достижения, преди всичко в областта на ядрената енергетика и управляемото ракетно оръжие. Особени надежди се възлагат на ракетите, които трябва да компенсират отсъствието у флота на палубна авиация, което ограничава неговите ударни възможности до радиуса на действие на самолетите с брегово базиране. В същото време при вероятния противник има достатъчно количество цели за новото оръжие и преди всичко авионосни и амфибийни съединения.
Работите по създаването на новия проект започват през 1956 г. На 6 декември 1956 г., Главнокомандващият ВМФ на СССР С. Г. Горшков утвърждава тактико-техническото задание за есминец с управляемо реактивно оръжие. Малко по-рано, през октомври същата година са дадени заданията за разработката на ЗРК „Волна“ и ПКРК П-35, които трябва да станат основното въоръжение на новите кораби. Разработката на есминеца от проекта 58 е поръчана на ЦКБ-53, а за главен конструктор на проекта 58 е назначен В. А. Никитин. Ескизният проект на есминеца е разгледан през септември 1957 г., след което Управлението по корабостроене на ВМФ дава поръчка за разработката на техническия проект, който е подготвен към март 1958 г.
В хода на построяването на първите кораби от проекта те се наричат в документите на ВМФ „кораби с реактивно въоръжение“. Такава неопределена формулировка е свързана както с неясността на класификацията на новия проект, така и с негативното отношение на военнополитическото ръководство на страната към големите кораби, особено към крайцерите. Въпреки това, започвайки от 1960 г., в различните инстанции на флота се обсъжда въпросът за несъответствието на тактическите задачи и въоръженията на проекта 58 към класа на ескадрените миноносци. Въпросът за окончателната класификация на проекта 58 се решава на 22 юли 1962 г. в хода на визитата на Н. С. Хрушчов на „Грозни“, който изпълнява успешни ракетни стрелби пред съветския лидер. Официалното решение за класификацията на корабите от проекта 58 като ракетни крайцери е обявено на 4 ноември 1962 г.
Първоначалните планове предвиждат построяването на 16 крайцера от проекта 58, но фактически са построени само 4, по един за всеки от флотовете във ВМФ на СССР. Подобно изменение на плановете е предизвикано, в голяма степен, от повишаването на приоритета на противолодъчното направление в развитието на съветското надводно корабостроене, а също и от субективни причини.

## Конструкция

### Корпус и архитектура
При разработката на корпуса на новия кораб за основа е взет теоретичния чертеж на есминеца от проект 56, току-що успешно преминал изпитанията си в морето. Вследствие на този подход чертежът на корпуса е изработен още в стадия на ескизното проектиране. Корпусът има удължен полубак, макар за по-добра мореходност да е желателно да се избере гладкопалубна схема. В носовата му част има плавен подем. Независимо от принудителните решения, мореходните качества на проекта 58 се оказват добри и превъзхождат тези на проект 56. По оценка на американските специалисти, мореходните качества на съветските кораба, обводите на които се създават на основата на корпуса на проект 56, превъзхождат американските кораби с аналогична водоизместимост. Корпусът е от стомана с марка СХЛ-4, набран е по надлъжната система и се разделя на 17 водонепроницаеми отсека. По цялото протежение на корпуса има двойно дъно.
Необходимостта да се поставят голям брой антени и постове за управления води до използване на нов подход при проектирането на надстройките. Те са необикновено развити в сравнение с корабите от предшестващите проекти, което предизвиква опасения за устойчивостта на кораба. Затова основен материал за надстройките са алуминиево-магнезиеви сплави с марки AMr-5B и 6T. При това съмнения за пожароустойчивостта на алуминиево-магнезиевите конструкции се изказват още на стадий проектиране, но остават без отговор. Следва да се отбележи, че такива сплави активно се използват и в чуждестранното военно корабостроене и тази тенденция започва да се обръща едва след Фолкландския военен конфликт, в хода на който се изяснява неудовлетворителната живучест на корабите с голям процент такива материали в конструкцията.
Стоманата е използвана в конструкциите на надстройките доста ограничено. Благодарение на това решение значително се снижава горното тегло, макар парусността на кораба все пак да е смятана за прекомерна. Характерна особеност на крайцерите от проекта 58 са пирамидалните мачти, на които са поместени антените на многобройните РЛС. Това решение впоследствие е повторено в много проекти съветски кораби.

### Енергетична установка
Енергетичната установка е котлотурбинна и е проектирана по ешелонния принцип в две машинно-котелни отделения. На крайцерите от проекта 58 за първи път в съветския флот са използвани високонапорните котли с турбокомпресорно впръскване на въздуха от типа КВН-95/64. Новите котли позволяват двойно да се увеличи напрежението на подгрявания обем, да се снижи относителното тегло с 30% и да се повиши КПД на пълен ход с 10% в сравнение с котлите от предшестващите типове. При това КПД на ниски и средни скорости до известна степен се намалява. Освен това температурата на отработените газове се понижава с 60%.
Като главни турбозъбчати агрегати (ГТЗА) на крайцерите са използвани парните турбини тип ТВ-12. От по-ранните, при есминците, турбини ТВ-8 те се различават с по-голяма с 25% мощност, по-малко с 35% относително тегло, КПД по-голямо с 2 – 4% в различните режими при еднакви габарити. Управлението на всички механизми може да се осъществява както от местни постове, така и дистанционно, от херметични кабини.
Електроенергията за кораба се осигурява от две електростанции в състав два турбогенератора ТД-750, с мощност 750 кВ и два дизел-генератора ДГ-500 с мощност по 500 кВт. Те произвеждат трифазен променлив ток с напрежение 380 В.

### Въоръжение
П-35
Основното въоръжение на крайцерите от проекта 58 става противокорабния ракетен комплекс (ПКРК) П-35. Той е разработен в ОКБ-52 и е версия на ПКРК П-6, предназначен за подводни лодки. От лодъчната версия ракетата П-35 се отличава с малко по-малко тегло и габарити, а също с въздухозаборник с конично централно тяло. Дължината на ракетата съставлява 9,8 м, диаметъра – 0,86 м, размах на крилата – 2,67 м. Стартова маса – 4200 кг (според други данни 4500 кг), маршева – 3800 кг. Маса на бойната част е 560 кг, масата на ВВ – 405 кг. На крайцерите от проекта 58 всяка четвърта ракета е окомплектована с ядрена бойна част. Използват се три височинни режима на полет – 400, 4000 и 7000 м, далечината на стрелба, в зависимост от профила на полет, се колебае от 100 до 300 км. Скоростта на ракетата малко над звуковата и на голяма височина достига 1,3 М.
Насочването на ракетите може да се осъществява като от оператор, по един за всяка ракета, така и в режим на самонасочване. Последният се счита за резервен, тъй като не дава исканата точност на големи дистанции. При насочването на ракетите от оператори те следят за тях с помощта на антените на радиолокационата станция „Бином“ и с достигането на зададената далечина се включват радиолокационните глави за самонасочване на ракетите, данните от които се предават на оператора. След това оператора анализира радиолокационното изображение и или насочва ракетата по избрана цел сам, или дава команда за самонасочване след захващане на целта от главата. Наличието само на четири антени на СУО „Бином“ позволява да се формира залп само от четири ракети. Останалите четири може да се пуснат на режим самонасочване със значително намаляване на точността и далечината.
Ракетите П-35 се поместват в четворните пускови установки СМ-70. Тези установки могат да се завъртат по хоризонталната плоскост на 120° по всяка страна, и се вдигат на ъгъл 25° за пуск, за което са необходими 1,5 минута. Завъртането по хоризонталната плоскост става със скорост 5° в секунда. Крайцерите дават ракетен залп, намирайки се с борд спрямо противника. Такова решение позволява да се реши проблема за отработените газове на двигателите на ракетите и да се спестят газоотводните конструкции, а също не изисква завъртането на самите ракети към целта след старта. От друга страна, установката става прекалено тежка и сложна и впоследствие съветския ВМФ се отказва от такива.
Освен ракетите в пусковите установки на крайцерите от проекта 58 има още осем ракети в погребите, поместени в надстройките. Обаче идеята за презареждане на огромните ракети в открито море се оказва неудачна. Тази операция може да се направи само при спокойно състояние на морето, но даже в този случай тя отнема повече от час. По мнение на специалисти, в бойна обстановка крайцерът ще е потопен от противника още преди да завърши презареждането.
М-1 „Волна“
Зенитното въоръжение на крайцерите от проекта 58 е представено от ЗРК М-1 „Волна“, се морски вариант на сухопътната система С-125. Двурелсовата пускова установка е поместена в носовата част на крайцера, пред ПУ СМ-70 и може да дава до два залпа в минута. Системата за управление „Ятаган“ е едноканална и осигурява насочването на едната или двете ракети по една цел. Освен едноканалността към недостатъците на този ЗРК се отнасят рязкото намаляване на точността на стрелбата на големи дистанции. Общият боезапас на ЗРК съставлява 16 ракети (ЗУР) в две подпалубни барабанни установки. Ракетата В-600 е унифицирана със сухопътния ЗРК и има следните характеристики: дължина – 5,88 м, стартова маса – 923 кг, маса на бойната част – 60 кг, скорост на полета – 600 метър в м/с. Комплексът може да поразява въздушни цели на дистанции от 4000 до 15 000 метра, на височини от 100 до 10 000 метра.
Независимо от своите недостатъци ЗРК М-1 се счита за напълно надежден, поставя се на много кораби от различни проекти и след серия модернизации остава на въоръжение до края на XX век. В средата на 1960-те години моряците се научават да стрелят с ракетите от този комплекс по морски цели в пределите на радиохоризонта и в периода на обостряне на международната обстановка се уповават на него като на средство за борба с корабите на противника даже повече, отколкото на П-35, тъй като той има в пъти по-малко време за реакция. Въпреки това, да осигури надеждна ПВО даже на самия крайцера М-1 „Волна“ не може.
АК-726
Артилерийското въоръжение на крайцерите от проекта 58 е изначално представено от две универсални сдвоени куполни артустановки АК-726, поставени в кърмовата част на крайцера по линейно-терасовидна схема. Тази установка се оказва единствената артиллерийска система среден калибър, приета на въоръжение от флота през 1960-те години. АК-726 е разработена от ЦКБ-7 в периода 1957 – 1958 г. и преминава държавни изпитания през 1962 г. Крайцерите от проекта 58 стават първите кораби на флота, въоръжени с тази система.
Двете автоматични оръдия 76,2 мм са в обща люлка в лекобронирана кула. Скорострелността им достига 90 изстрела в минута на ствол, дължината на непрекъснатата серия изстрели достига 45, след което трябва да се охлади с вода. Масата на проектила съставлява 5,9 кг, далечината на стрелба е 15,7 км, досегаемост по височина – 11 км. Общата маса на установката достига 26 тона. Сериозен недостатък на проекта става наличието на крайцерите от проекта 58 на само една система МР-105, управляваща огъня на АК-726, за това двете установки на крайцера могат ефективно да действат само по една цел едновременно. Основната задача на АК-726 е осигуряването на ПВО, а също и борбата с малоразмерни морски цели. Като цяло, АК-726 не е достатъчно ефективна установка. За борба с реактивни самолети нейната скорострелност е прекалено ниска, с несъвършена система за управление на огъня, а прекалено лекия снаряд препятства успешната борба с морски и брегови цели.
„Смерч-3“
Също за първи път във флота крайцерите от проекта 58 получават реактивната бомбометна система „Смерч-3“. Тя включва в себе си пускова установка РБУ-6000, системата за управление на стрелбата „Буря“ и дълбочинни бомби. РБУ-6000 представлява 12-стволна 213-мм пускова установка, с маса 3,1 тона, стационарно поставена на палубата на кораба. Зареждането става механизирано, насочването е дистанционно, от команден пункт. Далечината на стрелба се колебае от 300 до 5800 м. Реактивните дълбочинни бомби РГБ-60 имат маса 113 кг, заряд от ВВ 23 кг и могат да поразяват подводни цели на дълбочини от 15 до 450 м. Всички 12 бомби се изстрелват за 5 с. С оглед доста скромната далечина на засичане на ХАС „Геркулес-2“, далекобойността на РБУ-6000 изглежда напълно достатъчна, обаче, по същество, този бомбомет представлява доведено до съвършенство оръжие от времето на Втората световна война, недостатъчно ефективно против атомните подводни лодки.

## Представители на проекта
| Име                                                                                   | Корабостроителница, Стапелен № | Корабостроителница, Стапелен № | Заложен             | Спуснат на вода   | Въведен в строй     | Флот                                              | Статус |
| ------------------------------------------------------------------------------------- | ------------------------------ | ------------------------------ | ------------------- | ----------------- | ------------------- | ------------------------------------------------- | --- |
| „Грозни“                                                                              | ССЗ № 190 „А. А. Жданов“       | 780                            | 23 февруари 1960 г. | 26 март 1961 г.   | 30 декември 1962 г. | СФ ЧФ (от 5 октомври 1966 г.) БФ (от 1984 г.)     | Изключен от състава на ВМФ на 24 юни 1991 г. Разформиран на 31 декември 1992 г. Разкомплектован за метал през 1993 г. |
| „Адмирал Фокин“ до 31 октомври 1962 – „Стерегущий“, до 11 май 1964 г. – „Владивосток“ | ССЗ № 190 „А. А. Жданов“       | 781                            | 5 октомври 1960 г.  | 5 ноември 1961 г. | 28 ноември 1964 г.  | ТОФ (от лятото на 1965 г.)                        | Изключен от състава на ВМФ на 30 юни 1993 г. Разформиран на 31 декември 1993 г.                                       |
| „Адмирал Головко“ до 18 декември 1962 г. – „Доблестный“                               | ССЗ № 190 „А. А. Жданов“       | 782                            | 20 април 1961 г.    | 18 юни 1962 г.    | 30 декември 1964 г. | СФ (от 22 януари 1965 г.) ЧФ (от 22 март 1968 г.) | Изключен от състава на ВМФ в края на 2002 г.                                                                          |
| „Варяг“ до 31 октомври 1962 – „Сообразительный“                                       | ССЗ № 190 „А. А. Жданов“       | 783                            | 13 октомври 1961 г. | 7 април 1963 г.   | 20 юли 1965 г.      | ТОФ (от 23 септември 1965 г.)                     | Изключен от състава на ВМФ на 19 април 1990 г. Разформиран на 21 май 1991 г.                                          |

## История на службата

### „Грозни“
След влизането си в строй е в състава на Северния флот. Пристига в Северодвинск от Балтика на 6 юли 1962 г. На 22 юли 1962 г. провежда в присъствие на Н. С. Хрушчов успешен пуск на две ПКР П-35. През есента на 1962 г. прави обратен преход за Балтика, където преминава втория етап от държавните изпитания. На 10 август 1963 г. пристига на постоянното си място за базиране в Североморск. На 25 юли 1965 г. участва в морския парад в Ленинград в чест на деня на ВМФ, където и запърви път е представен на съветската общественост.
На 20 септември 1966 г. пристига в Севастопол и влиза в състава на Черноморския флот. В този период нееднократно носи бойна служба в Средиземно море, посещава много чуждестранни портове. През 1968 г. корабът участва в снимките на филма „Неутрални води“ (1969), където играе ролята на крайцера „Горделивий“. От 19 юли 1976 г. до 25 февруари 1982 г. преминава среден ремонт и модернизация в „Севморзавод“ в Севастопол. Получава ново радиоелектронно оборудване, също са поставени 4 ЗАК АК-630М. От 11 юни до 15 септември 1982 г., по време на Ливанската война, в състава на съединение кораби действа при бреговете на Сирия, оказвайки поддръжка на сирийските въоръжени сили.
На 26 декември 1983 г. пристига в Балтийск и влиза в състава на Балтийския флот. Занимава се с бойна подготовка, носи бойна служба в Средиземно море в периода 1985−1986 г., осъществявайки следене над американските авионосни групи. На 1 април 1989 г. влиза за среден ремонт в кораборемонтен завод № 29 в Лиепая. Към средата на 1990 г. работите по крайцера са прекратени. На опитите да се отбуксира „Грозни“ в Калининград пречат властите на Латвия. На 9 юли 1991 г. крайцерът е изключен от списъците на флота. Корабът продължава да стои на причала на завода, където и потъва, през март 1993 г., вследствие на разхищение на оборудването от мародери. По-късно е изваден и разкомплектован за скрап.

### „Адмирал Фокин“
След влизането в строй е в състава на Тихоокеанския флот, преминавайки на мястото на служба през лятото на 1965 г. по Северния морски път. Носи бойна служба в Тихия и Индийския океани. Няма съществени модернизации. На 30 юни 1993 г. е изключен от състава на флота и предаден за утилизация.

### „Адмирал Головко“
След влизането си в строй е в състава на Северния флот. През юни 1967 г., по време на бойната си служба в Средиземно море, оказва съдействие на въоръжените сили на Египет. На 22 март 1968 г. е преведен в състава на Черноморския флот. От 4 юни 1982 г. до 1 март 1989 г. преминава среден ремонт и модернизация в „Севморзавод“ в Севастопол. Получава ново радиоелектронно оборудване, освен това са му поставени 4 ЗАК АК-630М. Изключен от състава на флота през декември 2002 г. Разкомплектован за метал 2003 – 2004 г.

### „Варяг“
Влиза в състава на Тихоокеанския флот. Носи бойна служба в Тихия и Индийския океан. В хода на третата индо-пакистанска война група кораби на тихоокеанския флота на СССР, в състава на която влиза и „Варяг“, под командването на капитан 1-ви ранг Андрей Андреевич Пинчук, осигурява невмешателството на кораби на ВМС на САЩ в конфликта на страната на Пакистан. В периода 1975 – 1981 г. преминава среден ремонт и модернизация в „Далзавод“ във Владивосток, с частична замяна на радиоелектрониката и поставяне на 4 ЗАК АК-630М. На 19 април 1990 г. е изключен от състава на флота и е предаден за утилизация.

## Оценка на проекта
Първите в класа ракетни крайцери специализирана постройка в СССР, корабите от проекта 58, са с напълно революционен дизайн, съдържащ редица смели отстъпления от старите тенденции. Тяхното настъпателно въоръжение към момента на влизане в строй е доста мощно и може да осигури ефективното изпълнение на основните бойни задачи. При това кораба е с неголеми размери, и много евтин за своя значителен боен потенциал.
Въпреки това, проектът има редица важни недостатъци. За главен от тях следва да се признае слабата защитеност от въздушни атаки и пълната липса на конструктивна защита. Бавнострелящият ЗРК „Волна“ с едноканално насочване може ефективно да защитава от атаките само на единични самолети и има недостатъчен радиус на действие.
Съществен недостатък е също и това, че за 8 боеготовни ракети в ПУ има само 4 системи за телеуправление. Това води до деленето на залпа на два последователни (което силно намалява вероятността за преодоляване на ПВО на противника от ракетите) или да се пуска половината залп в режим на самонасочване.
Заложената възможност за презареждане се оказва малопригодна в открито море, поради големите габарити на ракетите.
Построените в количество четири единици крайцери от проекта 58 са разпределени в три флота, което изключва възможността да се концентрират ударните кораби и да действат в големи, прикриващи се едно друго съединения.